# Granada (departement)
Granada is een departement van Nicaragua, gelegen in het westen van het land. De hoofdstad is de gelijknamige stad Granada.
Het departement bestrijkt een oppervlakte van 1040 km² en ligt aan het grote Meer van Nicaragua. Het in dit meer liggende vulkanisch eiland Zapatera behoort tot het departement en is een nationaal park.
Er wonen 212.663 mensen in het departement (2019) waarvan de meesten in de stad Granada, de derde stad van het land.

## Gemeenten
Het departement is ingedeeld in vier gemeenten:
- Diriá
- Diriomo
- Granada
- Nandaime

Boaco · Carazo · Chinandega · Chontales · Estelí · Granada · Jinotega · León · Madriz · Managua · Masaya · Matagalpa · Nueva Segovia · Rivas · Río San Juan
Autonome regio's: Región Autónoma de la Costa Caribe Norte · Región Autónoma de la Costa Caribe Sur